# Halina Szparowska-Gąsiorowska
Halina Szparowska-Gąsiorowska, ps. Halinka (ur. 16 września?/29 września 1917 w Czerkasach, zm. 1 września 1973 w Warszawie) – lekarka weterynarii, kapitan WP, powstaniec warszawski.

## Życiorys
Córka Juliana Szparowskiego. W 1921 przeniosła się z rodzicami do Warszawy, gdzie w 1936 skończyła gimnazjum im. Narcyzy Żmichowskiej i studiowała na wydziale weterynarii UW do wybuchu wojny. W szóstej klasie gimnazjum związała się z ruchem lewicowym, podczas studiów wstąpiła do OMS „Życie”, a w 1937 do SD. Podczas okupacji działała najpierw w grupie akademickiej „życiowców”, potem w grupie „biuletynowców”, kolporterka prasy konspiracyjnej.
Od 1941 członkini ZWW, kierowała techniką i kolportażem w Warszawie. Od kwietnia 1940 do października 1942 pracowała w Ośrodku Zdrowia Zarządu Miejskiego w Warszawie, od stycznia 1942 działała w PPR, od grudnia 1942 kierowała tajną drukarnią „Głosu Warszawy” - organu Komitetu Warszawskiego PPR, gdzie poznała zecera Tadeusza Gąsiorowskiego (członka PPR i GL), za którego wyszła za mąż. Wstąpiła do AL i walczyła w powstaniu warszawskim, była łączniczką na Starym Mieście, a potem Sztabu Żoliborskiego i Oddziału AL w Kampinosie. Pod koniec października 1944, podczas przechodzenia przez linię frontu, została ciężko ranna w nogę, którą potem amputowano.
Od 1 kwietnia 1945 do 30 listopada 1946 pracowała w KC PPR, potem kontynuowała studia weterynaryjne, które skończyła w 1951. Do 1973 pracowała jako doktorantka, potem starsza asystent i starszy wykładowca w Instytucie Weterynarii Szkoły Głównej Gospodarstwa Wiejskiego (SGGW). Od 1945 w Zarządzie Głównym (ZG) Związku Uczestników Walki Zbrojnej o Niepodległość i Demokrację, później w ZBoWiD jako kapitan WP.
Zmarła śmiercią tragiczną.

## Ordery i odznaczenia
- Order Sztandaru Pracy II klasy
- Order Krzyża Grunwaldu III klasy
- Krzyż Partyzancki
- Medal za Warszawę 1939–1945 (17 stycznia 1946)[1]
- Złota odznaka honorowa „Za Zasługi dla Warszawy” (23 maja 1967)[2]